# Crouy-sur-Cosson
Crouy-sur-Cosson ist eine französische Gemeinde mit 521 Einwohnern (Stand: 1. Januar 2022) im Département Loir-et-Cher in der Region Centre-Val de Loire; sie gehört zum Arrondissement Blois und zum Kanton Chambord. Die Einwohner werden Bauziens genannt.

## Geographie
Die Gemeinde Crouy-sur-Cosson liegt etwa 20 Kilometer ostnordöstlich von Blois am Fluss Cosson in der Seenlandschaft Sologne. Umgeben wird Crouy-sur-Cosson von den Nachbargemeinden Saint-Laurent-Nouan im Norden, La Ferté-Saint-Cyr im Osten, Dhuizon im Südosten und Süden sowie Thoury im Süden und Westen.

## Bevölkerungsentwicklung
| Jahr                       | 1962 | 1968 | 1975 | 1982 | 1990 | 1999 | 2006 | 2012 | 2021 |
| Einwohner                  | 416  | 438  | 404  | 461  | 471  | 472  | 501  | 497  | 534  |
| Quellen: Cassini und INSEE |      |      |      |      |      |      |      |      |      |

## Sehenswürdigkeiten
- Kirche Saint-Martin, Monument historique
- Schloss La Blondellerie
- Wasserturm

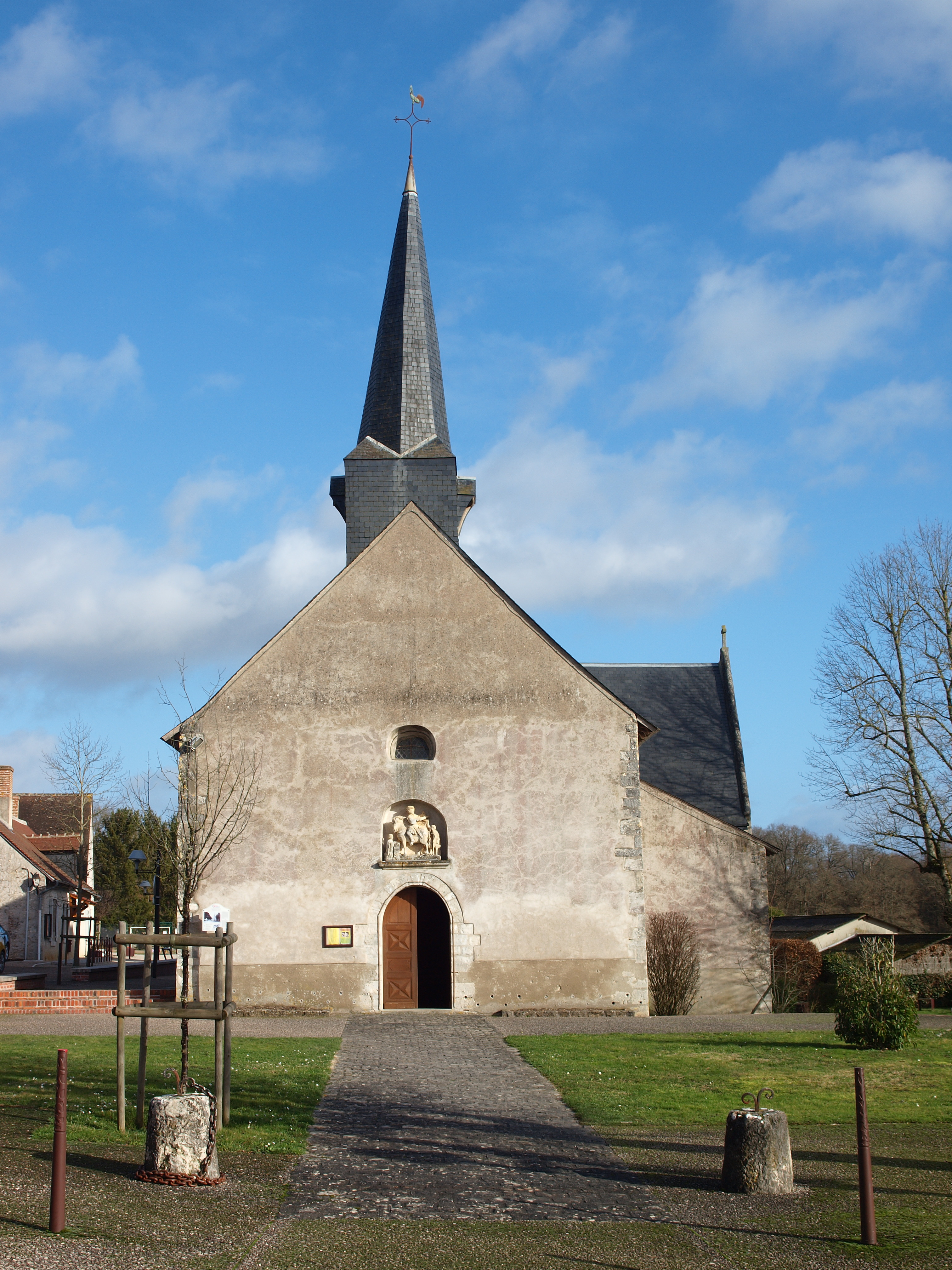
Kirche Saint-Martin
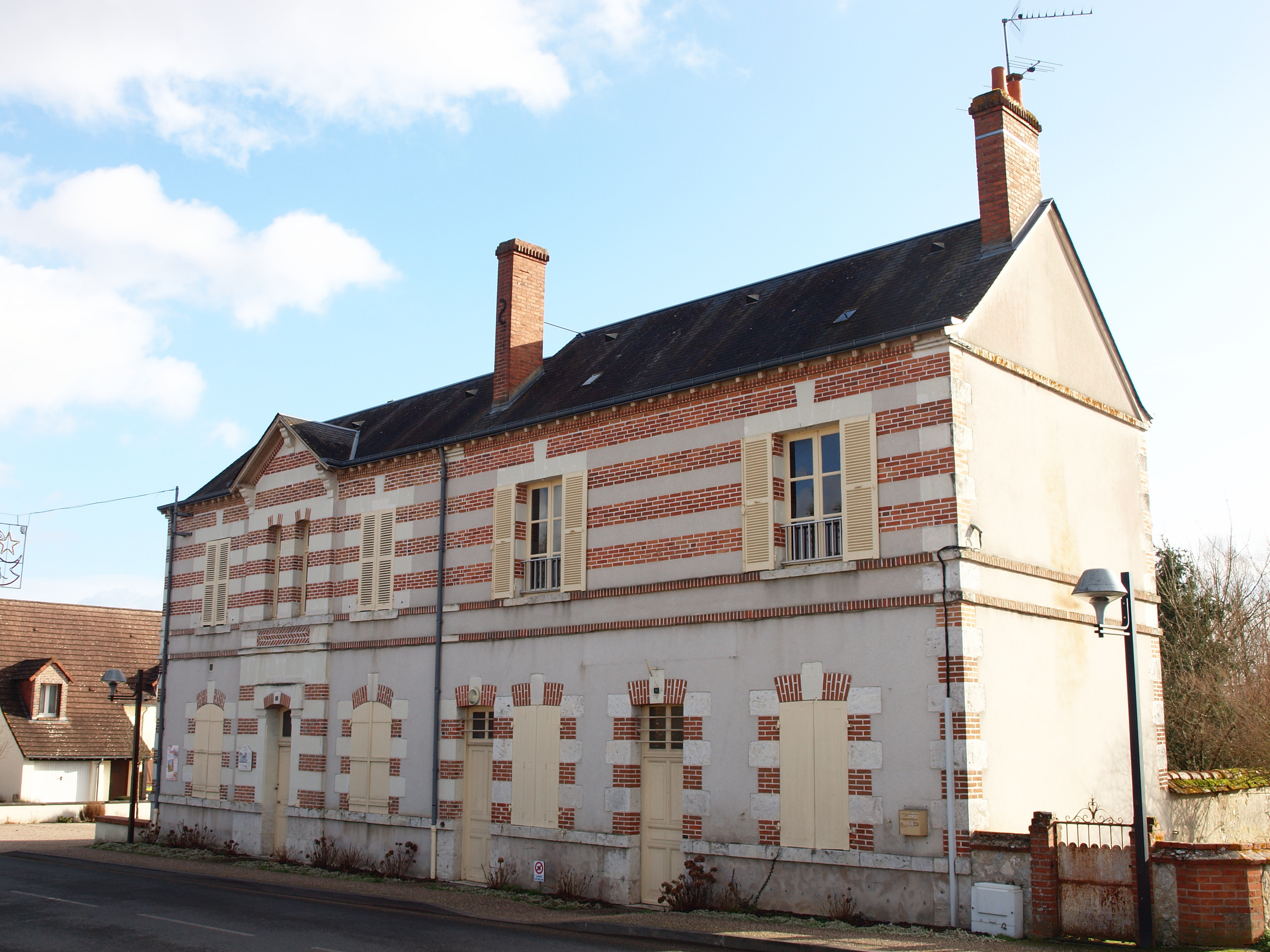
Schule
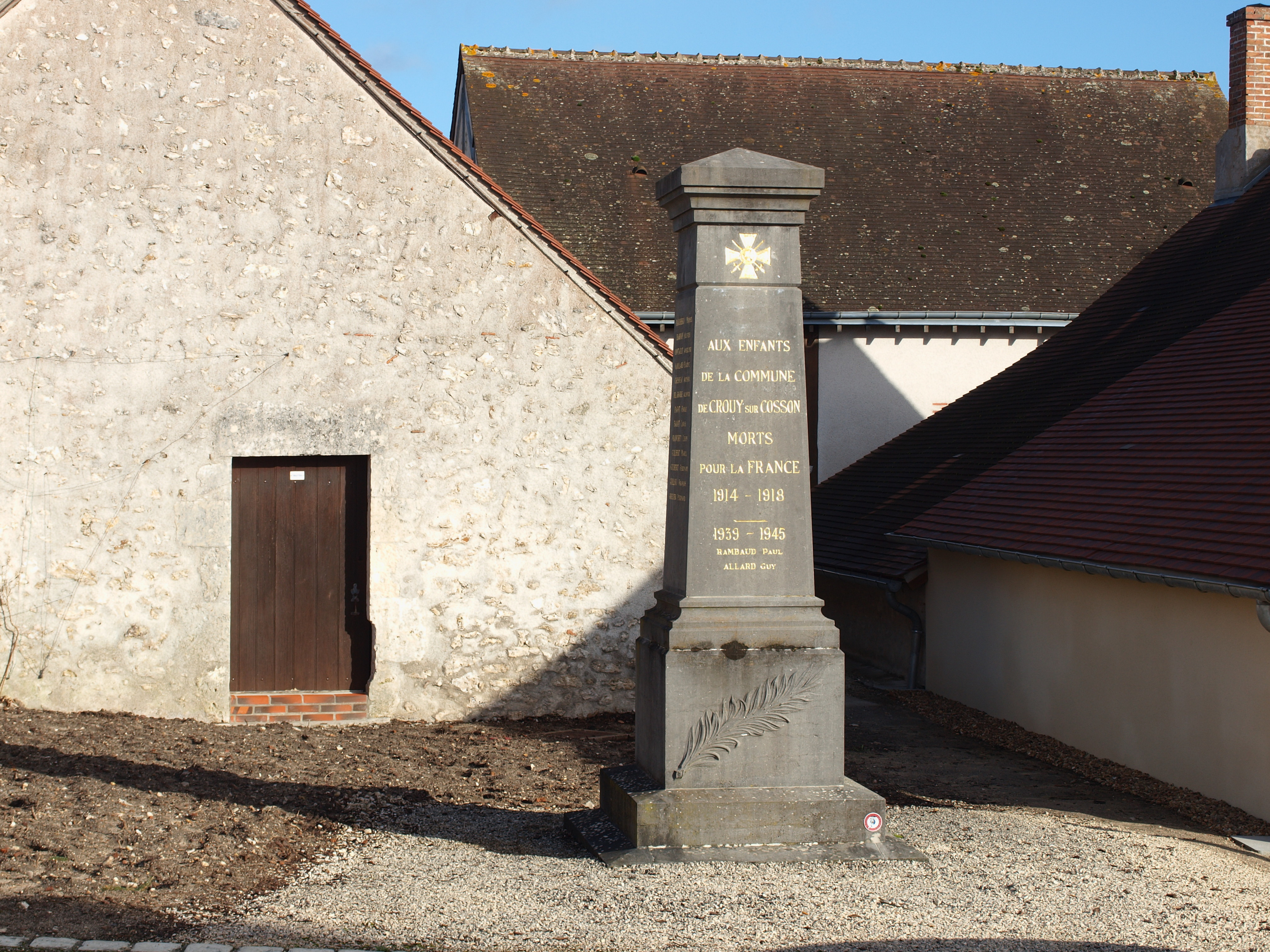
Gefallenendenkmal